# Fürst

Le corone di un "Fürst" variano ampiamente, la forma più comune di corona di principe del Sacro Romano Impero è presentata qui.

Fürst (/ˈfʏɐ̯st/; dall'alto tedesco antico furisto, "primo", una traduzione dal latino princeps; plurale: Fürsten) è un titolo nobiliare tedesco, abitualmente tradotto in italiano come principe.
Il termine, che indica il governante di un principato, si rende in italiano con principe, cioè, ambiguamente, con la stessa parola che indica il figlio di un monarca; in tedesco quest'ultimo è detto Prinz.

## Uso del titolo in tedesco
Il titolo Fürst (forma femminile Fürstin, femminile plurale Fürstinnen) è utilizzato per i capi delle case principesche di origine tedesca. Nel Basso Medioevo si riferiva a qualsiasi vassallo del Sacro Romano Impero governante su un immediato Stato Imperiale. A meno che non sia titolare anche di un titolo più alto, come Duca (per esempio di Sassonia o di Svevia) o Re, (per esempio di Boemia o di Prussia), esso sarà conosciuto o con la formula "Fürst von (di) + [provenienza geografica della dinastia]", o con la formula "Fürst zu (da) + [nome del territorio governato]". I due sono stati spesso combinati in von und zu (di e da), come in "...von und zu Liechtenstein"... " (di e dal Liechtenstein)".
Il rango del detentore del titolo non è determinato dal titolo stesso, ma dal suo grado di sovranità, il rango del suo signore, o dall'età della dinastia principesca (notare i termini Uradel (antica nobiltà), Briefadel (nuova nobiltà), altfürstliche, neufürstliche e vedere la nobiltà tedesca).
I governanti attuali del Principato del Liechtenstein portano il titolo di Fürst, e il titolo è anche usato in tedesco quando si fa riferimento ai principi regnanti del Principato di Monaco. I regnanti ereditari degli antichi principati della Bulgaria, Serbia, Montenegro, e Albania sono stati tutti definiti in tedesco Fürsten prima che poi assumessero il titolo di "Re" (tradotto in tedesco come König).

## Altri usi in tedesco
Fürst è usato più in generale in tedesco per riferirsi a qualsiasi governante, come un Re, un Duca, o un Fürst in senso stretto (cfr. Machiavelli, Il Principe). Prima del XII secolo, i conti sono stati inclusi in questo gruppo, in conformità con l'uso del titolo nel Sacro Romano Impero, e in alcuni contesti, il termine Fürst può estendersi a qualsiasi signore governante un territorio.
Il termine standardizzato del figlio di un Fürst in senso generale è indicato come Prinz (dal Latino: princeps; femminile Prinzessin), che quindi non è un rango nobile. In alcune famiglie i membri alcuni o tutti sono denominati Fürst/Fürstin (Carl Philipp von Wrede) o Herzog/Herzogin (Anhalt, Baviera, Meclemburgo, Oldenburg, Sassonia, e Württemberg).
Fürst è anche un cognome tedesco, ungherese e/o ebreo (Ashkenazita).

## Origini e affini
La parola Fürst indica la testa (il "primo") di una casa regnante, o il capo di un ramo di un casato. Il "primo" deriva dal periodo degli antichi germani, quando il "primo" è stato il leader in battaglia.
Vari termini affini della parola Fürst esistono in altre lingue europee, utilizzato a volte solo per un governante principesco.
Gli omologhi inglesi, francesi, italiani, spagnoli e ungheresi non esistono nel linguaggio, mentre lo sono in ceco (kníže), russo (князь), polacco (Książę) e bulgaro (княз). Le lingue scandinave hanno anche traduzioni dirette del termine (danese e norvegese: fyrste, svedese: furste, finnico: ruhtinas), anche le lingue basso-tedesca e olandese (vorst).
Nei regni franchi e poi nel Sacro Romano Impero sono stati i Fürsten i sovrani principi, dopo il re o imperatore. Kaiser significa un funzionario reale con una certa sovranità ereditaria su un dominio secolare e anche ecclesiastico.
Un derivato del latino Princeps (ironia della sorte, un titolo repubblicano nel diritto romano, che mai ha formalmente riconosciuto una valenza monarchica per il capo di stato esecutivo ma nominalmente ha mantenuto i consoli come magistrati collegiali) è utilizzato per la genealogia di un principe in alcune lingue (ad esempio, olandese e frisone, dove un governante è di solito chiamato vorst (frisone: foarst), ma un principe di sangue reale è sempre definito un prins (frisone: prins); e islandese dove fursti è un governante mentre un principe di sangue reale è un prins (in queste lingue non si usano lettere maiuscole nella scrittura dei titoli nobiliari, a meno che, naturalmente, si presentino come prima parola di una frase), mentre in altre lingue solo un termine derivato dal latino Princeps viene utilizzato indipendentemente per entrambi (per esempio, l'italiano utilizza principe per entrambi). In ogni caso può essere utilizzato il termine originale (tedesco o altro).

## Principi dell'impero
Facevano parte dell'Alta nobiltà tedesca (Hochadel) e si distinguevano in sovrani o meno. Quelli sovrani costituivano il "Collegio dei Principi", il secondo dei tre corpi elettorali che componevano il Reichstag del Sacro Romano Impero. I principi laici erano riuniti nel Banco secolare e il loro numero variava nel tempo. Il loro numero fu incrementato dalla metà del XVII secolo con la costituzione della sezione dei "Nuovi Principi". Vi erano ammessi solo i principi sovrani di feudi imperiali o, talvolta, titolari di signorie sovrane.
Erano principi dell'impero anche i rappresentanti dell'alto clero tedesco che governavano come sovrani gli stati ecclesiastici (Arcivescovi, Vescovi, Preposti, Abati e Badesse dell'impero), i quali avevano la precedenza su tutti i principi laici.
Infine, vi erano i principi-conti che, pur elevati al rango di principe, non governavano principati ma solo contee o signorie sovrane. In questo caso erano ammessi solo in una delle quattro sezioni del collegio dei conti dell'impero (sempre parte integrante del collegio elettorale dei principi).
La dignità di "principe dell'Impero" poteva essere conferita a tutti i vassalli diretti dell'Imperatore, che di fatto erano quasi indipendenti, qualunque titolo nobiliare avessero: duca, principe elettore, conte palatino, margravio, langravio, burgravio, conte. Di questi feudi imperiali sopravvive ancora come stato indipendente il solo principato del Liechtenstein.
Dato che la maggior parte dei conti tedeschi e austriaci erano vassalli di uno dei principi dell'impero, di solito di un duca o di un principe elettore, il Congresso di Vienna volle distinguere i conti ex sovrani che erano principi dell'Impero da quelli che invece erano vassalli di un principe, così dette solo ai primi il titolo di principi. Sicché dal 1815 in Germania e Austria il titolo di principe divenne di rango inferiore a quello di duca e superiore a quello di conte.

## Titoli derivati
Diversi titoli sono derivati dal termine Fürst:
- Reichsfürst (Principe dell'Impero) è un principe regnante il cui territorio fa parte del Sacro Romano Impero. Egli aveva diritto a un voto, sia per avere una sede di voto o di essere parte di una unità di voto, nel Reichstag. Un ''Reichsfürst potrebbe essere, in ordine decrescente di rango, il Re, un Granduca, un Duca, un Margravio, un Conte (Graf), un Langravio, un Conte dell'Impero (Reichsgraf), un Principe governante (Fürst), un Burgravio, un Freiherr, un 'Signore' di nomina (Herr, equivalente a un Barone), un Cavaliere del Sacro Romano Impero (Reichsritter), o un Principe della Chiesa.
- Kirchenfürst (Principe della Chiesa) è un ecclesiastico che tiene un territorio secolare e rango principesco, quali Principe vescovo, Principe-abate, o Gran maestro di un ordine militare.
- Landesfürst (Principe della terra) è un principe Capo di Stato di un Land (territorio), vale a dire non solo un principe titolare. Un Land è un territorio (entità geografica politica) con statualità (signoria feudale), con piena sovranità o no; in una unione personale (beni allodiali), il Monarca ha questi poteri in ciascuno degli stati, anche sotto titoli differenti, e infatti è spesso a capo di diverse tradizioni costituzionali, coordinate nel tempo o meno; così l'imperatore d'Austria degli Asburgo aveva un profilo istituzionale diverso in ogni Kronland ('terre della Corona', vale a dire il feudo statale, normalmente sotto un governo provinciale), la somma delle quali è quindi la denominazione imperiale completa.
- Kurfürst (Principe elettore) è un Principe del Sacro Romano Impero con un voto per l'elezione degli Imperatori del Sacro Romano Impero, designati come dalla Bolla d'oro del 1356. Questo li ha resi prossimi di rango solo all'Imperatore, a prescindere dai titoli collegati ai loro principati propri. Kur, scritto in precedenza Chur, deriva da kur/küren, "scegliere".
- Großfürst (Gran Principe, dal russo Weliki Knjas) è il sovrano di un grande principato con un grado maggiore di altri principi sovrani. Originariamente applicato ai governanti della Rus' di Kiev e al Granducato di Mosca, successivamente si riferisce ai figli dello Zar di Russia, sinonimo col titolo Granduca. Nel 1765 l'imperatrice Maria Teresa d'Austria proclama il Gran Principato ungherese di Transilvania (Großfürstentum Siebenbürgen), dopo di che entrò a far parte dei titoli degli Imperatori d'Austria nel 1804.
- Fürstprimas (Principe primate) si riferisce al vertice degli Stati membri della napoleonica Confederazione del Reno fondata nel 1806, poi tenuto dall'arcivescovo Karl Theodor von Dalberg. Oggi è un titolo episcopale raramente usato: dopo l'elevazione dell'arcivescovo di Esztergom (Gran) arcivescovo, Cristiano Augusto di Sassonia-Zeitz, a un principe del Sacro Romano Impero nel 1714, i suoi successori portano il titolo di un "Principe primate" (ungherese hercegprímás) fino ad oggi. Gli Arcivescovi di Salisburgo continuano a detenere il titolo di Primas Germaniae sebbene la loro diocesi si trovi in Austria.

## Titoli e ranghi tedeschi
Dopo Napoleone la Dieta tedesca riconoscerà ai capifamiglia di tale nobiltà ex-sovrana il predicato onorifico di "Altezza Serenissima" (Durlaucht) nel 1825 per i duchi, principi e principi-conti, e di "Altezza Illustrissima" (Erlaucht) nel 1829 per i capi delle antiche case di conti sovrani, includendovi anche coloro che avevano titoli onorifici in Austria.
Altri titoli riconosciuti furono quelli di "Hochgeboren" (di Illustre Nascita), "Wohlgeboren" (Benestante, Patrizio), "Erblaender" (Possidente Ereditario).

### Titoli sovrani
| Titolo (Italiano)                            | Titolo (Tedesco)         | Territorio (Italiano) | Territorio (Tedesco)   |
| -------------------------------------------- | ------------------------ | --------------------- | ---------------------- |
| Imperatore/Imperatrice                       | Kaiser(in)               | Sacro Romano Impero   | Kaiserreich, Kaisertum |
| Re/Regina                                    | König(in)                | Regno                 | Königreich             |
| Elettore/Elettrice                           | Kurfürst(in)             | Elettorato            | Kurfürstentum          |
| Arciduca/Arciduchessa                        | Erzherzog(in)            | Arciducato            | Erzherzogtum           |
| Granduca/Granduchessa                        | Großherzog(in)           | Granducato            | Großherzogtum          |
| Duca/Duchessa                                | Herzog(in)               | Ducato                | Herzogtum              |
| Conte/Contessa Palatina                      | Pfalzgraf/Pfalzgräfin    | Contea palatina       | Pfalzgrafschaft        |
| Margravio/Margravia                          | Markgraf/Markgräfin      | Marchesato, Marca     | Markgrafschaft         |
| Langravio/Langravia                          | Landgraf/Landgräfin      | Langraviato           | Landgrafschaft         |
| Burgravio/Burgravia                          | Burggraf/Burggräfin      | Burgraviato           | Burggrafschaft         |
| Principe/Principessa del Sacro Romano Impero | Fürst(in)                | Principato            | Fürstentum             |
| Conte/Contessa del Sacro Romano Impero       | Reichsgraf/Reichsgräfin  | Contea                | Grafschaft             |
| Altgravio/Altgravia                          | Altgraf/Altgräfin        | Altgraviato           | Altgrafschaft          |
| Barone/Baronessa del Sacro Romano Impero     | Freiherr/Freifrau/Freiin | Baronia, Signoria     | Herrschaft             |
| Cavaliere/Cavaliera del Sacro Romano Impero  | Reichsritter             | Cavalierato           | Ritterschaft           |

### Titoli non regnanti
| Titolo (Italiano)                                              | Titolo (Tedesco)         |
| -------------------------------------------------------------- | ------------------------ |
| Principe/Principessa Ereditaria                                | Kronprinz(essin)         |
| Granduca/Granduchessa                                          | Großherzog(in)           |
| Gran Principe/Gran Principessa                                 | Grossfürst(in)           |
| Arciduca/Arciduchessa                                          | Erzherzog(in)            |
| Principe/Principessa dell'Impero                               | Prinz(essin)             |
| Duca/Duchessa                                                  | Herzog(in)               |
| Principe/Principessa                                           | Fürst(in)                |
| Marchese/Marchesa                                              | Markgraf/Markgräfin      |
| Landgravio/Landgravia                                          | Landgraf/Landgräfin      |
| Conte/Contessa dell'Impero                                     | Reichsgraf/Reichsgräfin  |
| Conte/Contessa palatina                                        | Pfalzgraf/Pfalzgräfin    |
| Burgravio/Burgravia                                            | Burggraf/Burggräfin      |
| Altgravio/Altgravia                                            | Altgraf/Altgräfin        |
| Conte/Contessa                                                 | Graf/Gräfin              |
| Barone/Baronessa                                               | Freiherr/Freifrau/Freiin |
| Signore                                                        | Herr                     |
| Cavaliere (raggruppato ai nobili senza titolo specifico)       | Ritter                   |
| Nobile (raggruppato ai nobili senza titolo specifico)          | Edler/Edle               |
| Giovane Signore (raggruppato ai nobili senza titolo specifico) | Junker                   |

Gli eredi di molti nobili sovrani avevano uno speciale titolo preceduto dal suffisso Erb-, che indicava la parola Ereditario, cioè in attesa del titolo alla morte del reggente.